# خلالية (بكتيريا)
الخلالية (الاسم العلمي: Acetobacteraceae) هي فصيلة من البكتيريا تتبع رتبة الوردانيات من طائفة متقلبات ألفا.

## أجناس
- الخلالة